# Velké Pavlovice (stacja kolejowa)
Velké Pavlovice – stacja kolejowa w Velké Pavlovice, w kraju południowomorawskim, w Czechach. Znajduje się na wysokości 170 m n.p.m.
Jest zarządzana przez Správę železnic. Na stacji istnieje możliwość zakupu biletów i rezerwacji miejsc.

## Linie kolejowe
- 255 Hodonín - Zaječí